# Jelok (Cepogo)
Jelok is een bestuurslaag in het regentschap Boyolali van de provincie Midden-Java, Indonesië. Jelok telt 5526 inwoners (volkstelling 2010).